# ザ・シー・アンド・ケイク
ザ・シー・アンド・ケイク（The Sea and Cake）は、ジャズからの影響が顕著なポップ/ロック・バンド。地元のバンドであるカクテルズ、シュリンプ・ボード、バストロのメンバーによって、アメリカ合衆国イリノイ州シカゴで1990年代半ばに結成された。バンド名は、ガスター・デル・ソルの曲「The C in Cake」を誤って覚えていたものをわざと再解釈したものに由来する。
シー・アンド・ケイクに関連しているバンドには、シュリンプ・ボートやカクテルズの他にトータスやガスター・デル・ソルがある。1997年のアルバム『ザ・フォーン』以降は、楽曲に彩りを与えるためにドラムマシンやシンセサイザーなどの電子楽器を使うようになったが、依然、独特のポストジャズ・スタイルを保っている。シー・アンド・ケイクはシングルのリリースを避けており、アルバムの形でリリースする方を好む。トータスにおいて、ジョン・マッケンタイアが複数の楽器を演奏するのに対し、シー・アンド・ケイクにおいてはジョンが演奏するのは基本的にドラムだけである。
メンバーのサム・プレコップとアーチャー・プレウィットはそれぞれソロ・アルバムを出している。シー・アンド・ケイクのジャケットにおける絵画の多くはエリック・クラリッジによるものであり、写真はサム・プレコップによるものである（2003年のツアーではアルバム『ワン・ベッドルーム』期の写真がポストカードとして発売された）。アーチャーは自身のコミックの出版に携わっており、グラフィックデザインを担当している。
バンドは2004年から2007年までの間、活動を休止していたが、2007年にアルバム『エヴリバディ』をリリースし、バンドはツアーを再開した。2008年10月には、アルバム『カー・アラーム』をリリースしている。アルバム『The Moonlight Butterfly』は、2011年5月にリリースされた。また、2010年10月には、ツアーに同行したブロークン・ソーシャル・シーンと共にスプリット・シングルをリリースし、「Skies」を発表した。

## メンバー
- サム・プレコップ (Sam Prekop) - ボーカル、ギター
- アーチャー・プレウィット (Archer Prewitt) - ギター、ピアノ、ボーカル
- ジョン・マッケンタイア (John McEntire) - パーカッション、ドラム、シンセサイザー

### 旧メンバー
- エリック・クラリッジ (Eric Claridge) - ベース、シンセサイザー

## ディスコグラフィ
下記の作品はすべてスリル・ジョッキーからのリリース。

### スタジオ・アルバム
- 『ザ・シー・アンド・ケイク』 - The Sea and Cake (1994年)
- 『ナッソウ』 - Nassau (1995年)
- 『ザ・ビズ』 - The Biz (1995年)
- 『ザ・フォーン』 - The Fawn (1997年)
- 『ウイ』 - Oui (2000年)
- 『ワン・ベッドルーム』 - One Bedroom (2003年)
- 『エヴリバディ』 - Everybody (2007年)
- 『カー・アラーム』 - Car Alarm (2008年)
- The Moonlight Butterfly (2011年)
- 『ランナー』 - Runner (2012年)
- 『エニイ・デイ』 - Any Day (2018年)

### EP
- Two Gentlemen (1997年) ※12インチEP。リミックス中心
- 『グラス』 - Glass (2003年)

### シングル
- "Glad You're Right" (b/w "Tiger Panther"、"Crimson Wing") (1995年、Lissy's) ※7インチ・シングル。500枚限定
- "Window Lights" (b/w "Setup For Bed" (ジョン・マッケンタイアによるソロ作品) (1999年、Hefty) ※7インチ・シングル。映画『Reach the Rock』サウンドトラックにも収録

### コンピレーション・アルバム
- 『ブリーフ・ヒストリカル・レトロスペクティブ』 - A Brief Historical Retrospective (1997年) ※ファースト、セカンド・アルバムにシングル「Glad You're Right」収録曲を追加した日本限定盤
- Metro: The Official Bootleg Series, Volume 1 (2010年)